# 金属プレス加工技能士
金属プレス加工技能士（きんぞくプレスかこうぎのうし）とは、国家資格である技能検定制度の一種で、都道府県職業能力開発協会（問題作成等は中央職業能力開発協会）が実施する、金属プレス加工に関する学科及び実技試験に合格した者をいう。

## 概要
金属プレス加工に関する技能を認定する国家資格（名称独占資格）である。
等級には、1級及び2級があり、それぞれ上級技能者、中級技能者が通常有すべき技能の程度と位置づけられている。
1級合格者は職業訓練指導員 (塑性加工科)の実技試験と学科試験の関連学科が免除され、2級合格者は実技試験が免除される。

## 実技作業試験内容（金属プレス加工作業）
- 1級
  - 作業試験：SPCC-SD（厚さ0.5 mm）の材料からはさみでブランクを切り取り、パワープレス（能力40-100 tf）により所定の絞り型を使用して、正八角形のフランジをもつ絞り製品を製作する。試験時間＝2時間30分
  - ペーパーテスト：複雑な加工段取り、ブランク取り、点検整備等について行う。試験時間＝2時間
- 2級
  - 作業試験：SPCC-SD（厚さ0.5 mm）の材料からはさみでブランクを切り取り、パワープレス（能力40-100 tf）により所定の絞り型を使用して、丸型のフランジをもつ絞り製品を製作する。試験時間＝1時間45分
  - ペーパーテスト：加工段取り、ブランク取り、点検整備等について行う。試験時間＝2時間

## 取得後の称号
技能検定に合格すると等級に応じて技能士の称号が付与される。名刺などに資格を表記する際には「1級金属プレス加工技能士」、「2級金属プレス加工技能士」のように等級を明示する必要がある。等級の非表示、等級表示位置の誤り、職種名の省略表示などは不可である。
なお職業能力開発促進法により、金属プレス加工技能士資格を持っていないものが金属プレス加工技能士と称することは禁じられている。